# Łama (rzeka)
Łama (ros. Лама) – rzeka w Rosji, w Obwodach: Twerskim i Moskiewskim, dopływ Szoszy (dopływu Wołgi). Rzeka ma długość 139 km, powierzchnia dorzecza 2330 km².
Przepływa przez Park Narodowy „Zawidowo”.